# Specklinia colorata
Specklinia colorata är en orkidéart som först beskrevs av Guido Frederico João Pabst, och fick sitt nu gällande namn av Fábio de Barros och V.T.Rodrigues. Specklinia colorata ingår i släktet Specklinia och familjen orkidéer. Inga underarter finns listade i Catalogue of Life.